# Liste der Monuments historiques in Curtafond
Die Liste der Monuments historiques in Curtafond führt die Monuments historiques in der französischen Gemeinde Curtafond auf.

## Liste der Bauwerke
| Bezeichnung | Beschreibung                       | Standort                | Kennzeichnung | Schutzstatus | Datum | Bild           |
| ----------- | ---------------------------------- | ----------------------- | ------------- | ------------ | ----- | -------------- |
| Kreuz       | Zweite Hälfte des 14. Jahrhunderts | Route du Village (Lage) | PA00116391    | Classé       | 1933  | weitere Bilder |

## Liste der Objekte

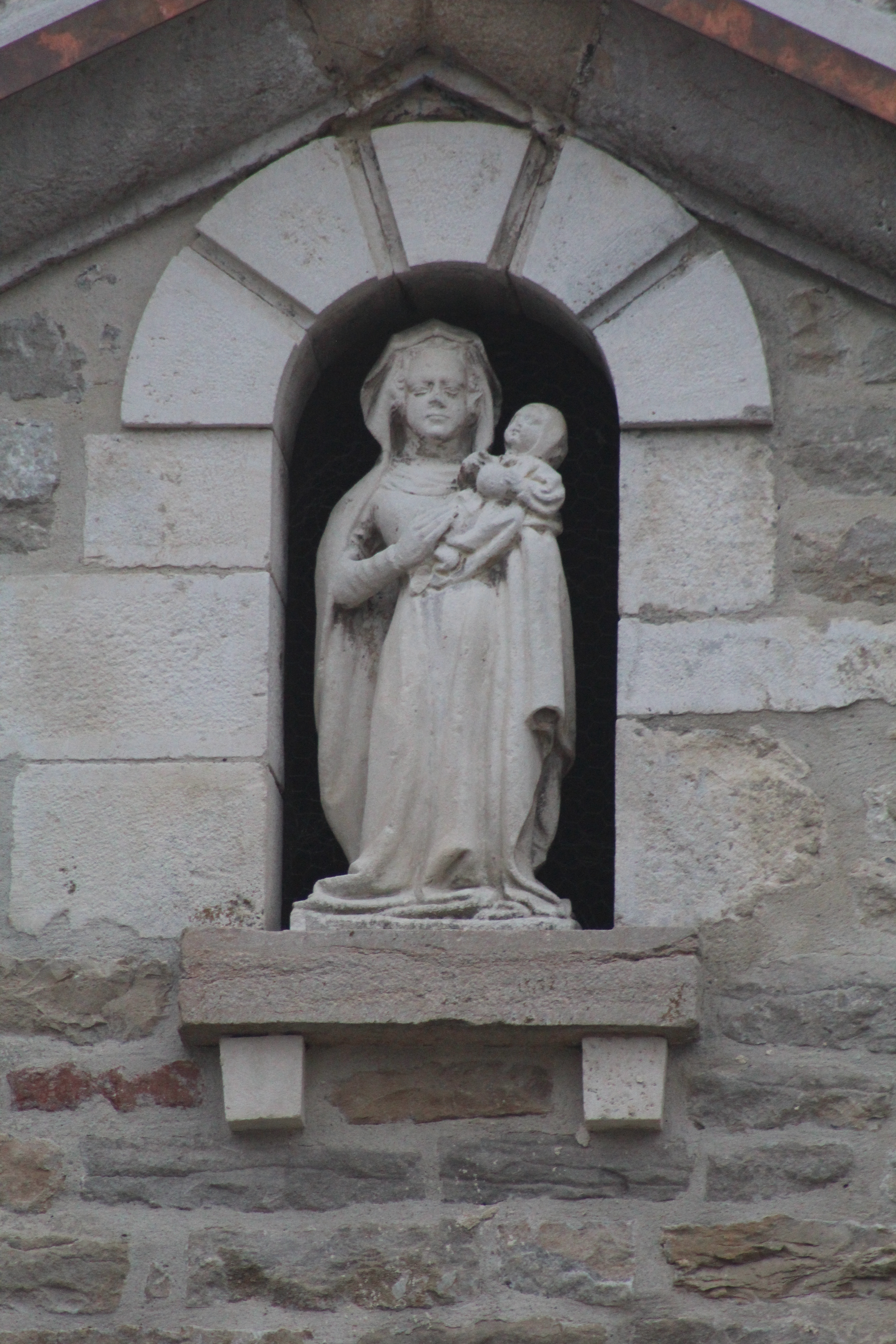
Skulptur Madonna und Kind (16. Jahrhundert) in der Kirche Saint-Clément

- Monuments historiques (Objekte) in Curtafond in der Base Palissy des französischen Kultusministeriums